# Beca Juan de la Cierva
La Beca Juan de la Cierva (JdlC) és una beca postdoctoral espanyola, finançada pel Ministeri de Ciència espanyol, que permet a joves investigadors establir una carrera postdoctoral en institucions de recerca espanyoles. Es tracta, juntament amb la Beca Ramón y Cajal, d'una de les beques de recerca nacionals més prestigioses per seguir una carrera científica a Espanya.
La beca duu el nom de l'inventor Juan de la Cierva. Va començar l'any 2004 atorgant 350 beques anuals, i s'ha concedit cada any des de llavors. Des de llavors ha aportat de 2 a 3 anys de finançament a la recerca per beca, segons les seves modalitats, que han anat variant al llarg del temps.
La beca ha estat finançant investigadors de prestigi a Espanya, sovint portant-los de l'estranger, de totes les disciplines, incloses Biologia, Física, Matemàtiques, Medicina, Història, Ciències socials o Enginyeria. Aquesta beca ha permès investigacions d'alt impacte, com ara diverses publicacions a Nature o a revistes de la Universitat d'Oxford. Alguns estudiosos destacats de Juan de la Cierva són Carolina Mallol, Manlio De Domenico, Mayo Fuster Morell, Eva Miranda o Sílvia Osuna Oliveras.